# Brickell World Plaza

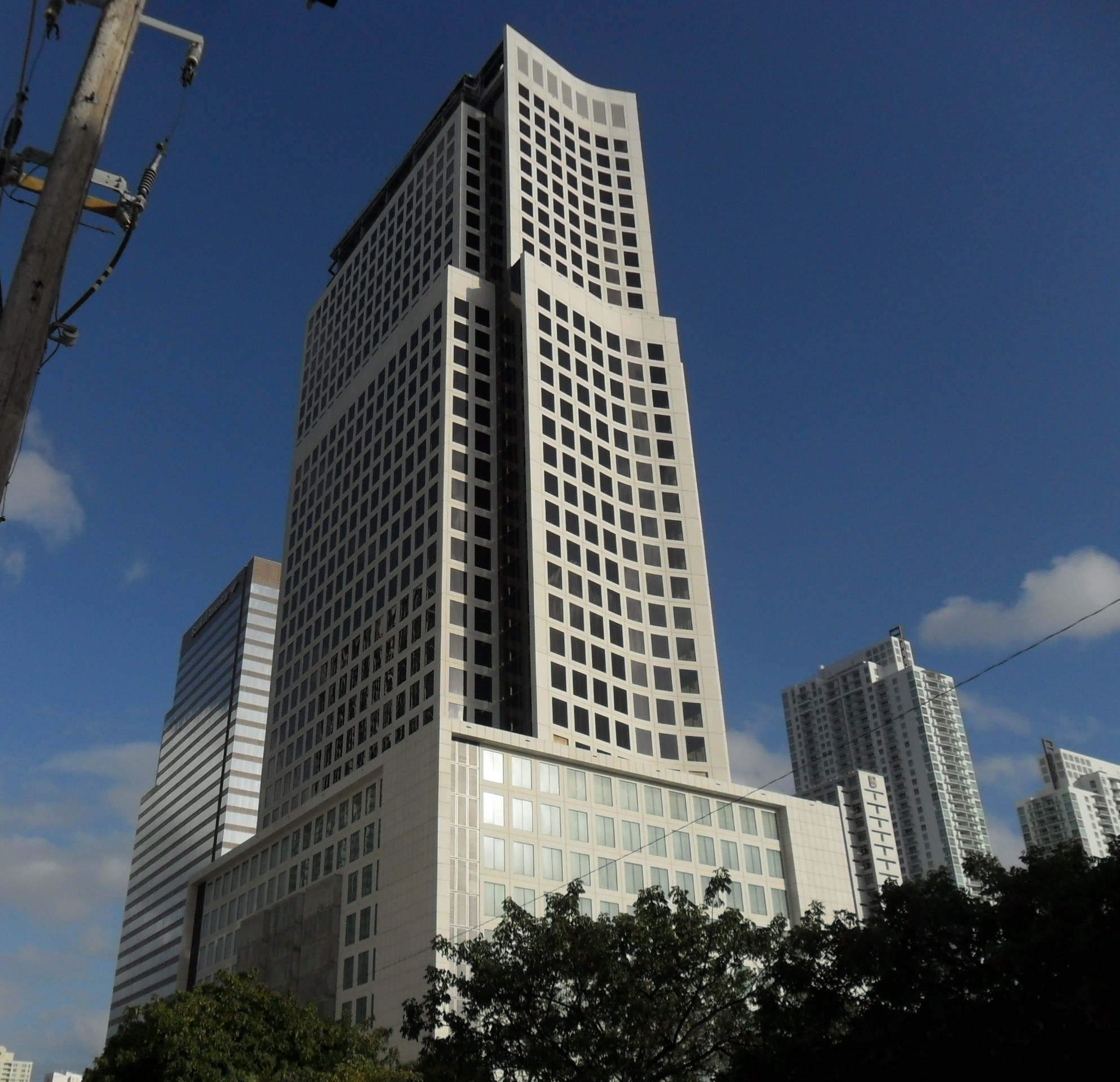

Le Brickell World Plaza ou est un gratte-ciel de 160 mètres de hauteur construit à Miami en Floride aux États-Unis de 2007 à 2009.